# Politivedtægten
En politivedtægt er et lokalt regelsæt, der er udarbejdet af politiet og kommunerne i hver politikreds. Reglerne skal sikre ro og orden på offentlige steder. 
Politivedtægter indeholder fx bestemmelser om forbud mod støjende adfærd, der kan forstyrre andre, mod ulovligt ophold på offentlige steder, fornærmelig adfærd og forstyrrelse af den offentlige orden. I bestræbelserne på at skabe større ensartethed i reglerne for de forskellige politikredse udarbejdede Justitsministeriet i 1968 en såkaldt "normalpolitivedtægt", der skulle tjene som model for de lokale politivedtægter.
Fra 2005 blev mange af de regler, der tidligere var bestemt i de enkelte politivedtægter, samlet i Ordensbekendtgørelsen, der gælder for hele landet. Der findes dog stadig en række supplerende vedtægter i forskellige områder.